# طفلة مريم

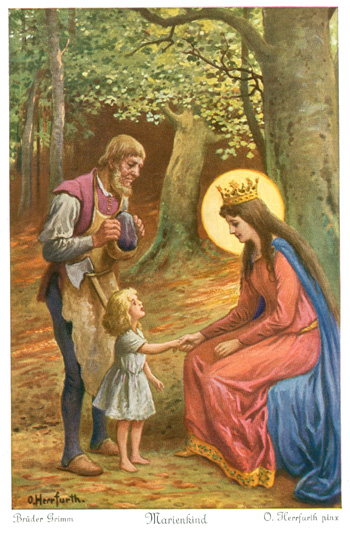

طفل ماري أو طفل سيدتنا هي حكاية خرافية ألمانية مما جمع الأخوان غريم في حكايا خرافية من ألمانيا وهي القصة الثالثة في المجموعة.
أشار الأخوان غريم إلى تشابه قصة «طفل ماري» مع القصة الإيطالية «الفتاة ذات وجه الماعز» والقصة النرويجية «لاسي وعرابتها». كما أشارا إلى ارتباطها بالباب المحرّم وقصة «طائر فيتشر». من القصص التي استفادت من عناصر هذه القصة قصة اللحية الزرقاء وفي قلعة المرأة السوداء.

## القصة
رزق الحطاب الفقير وزوجته ابنة، لما بلغت الثالثة من عمرها، لم يكن باستطاعة الوالدين إطعامها. ظهرت مريم العذراء للحطاب ووعدته برعاية الطفلة، لذا أعطى الحطاب ابنته لمريم. ترعرت الفتاة بسعادة في جنة. في أحد الأيام، أرادت السيدة مريم العذراء السفر وأعطت مفاتيح للفتاة وأخبرتها أن بإمكانها فتح الأبواب الإثني عشر لكنها يجب أن لا تفتح الباب الثالث عشر. فتحت الفتاة الأبواب الإثني عشر ووجدت تلاميذ المسيح خلفها. ثم فتحت الباب الثالث عشر فكان خلفه ثالوث، وأصبح أصبعها ملطخاً بالذهب. حاولت الفتاة إخفاء أصبعها، وكذبت ثلاث مرات منكرة عندما سألتها السيدة مريم، لذا لم تبقها بعد ذلك في رعايتها لعصيانها وكذبها.
نامت الفتاة وعندما استيقظت وجدت نفسها في غابة مسحورة. بكت من سوء حظها، لذا عاشت في شجرة جوفاء، وأكلت من النباتات البرية وتمزقت ملابسها بمرور الوقت حتى أصحبت عارية. في أحد الأيام عثر عليها ملك فوجدها جميلة لكنها لم تكن قادرة على الكلام. فأخذها إلى منزله وتزوجها.
بعد عام، رزقت الفتاة بولد. ظهرت مريم العذراء وطلبت منها الاعتراف بأنها فتحت الباب. كذبت الفتاة مرة أخرى، فأخذت مريم ابنها جزاء لها، فتهامس الناس بأنها قتلت ابنها وأكلته. في سنة أخرى، رزقت بولد آخر، وحدث ما حدث سابقاً. في السنة الثالثة، رزقت طفلة، وأخذتها مريم العذراء إلى الجنة وأرتها طفليها، لكنها لم تعترف. هذه المرة لم يستطع الملك كبح جماحه وهددت الفتاة الملكة حتى الموت. عندما أرادوا قتلها بالإعدام حرقا، رضخت وتمنت أن تعترف قبل موتها. أعادت مريم العذراء الأطفال إليها ومنحتها السعادة بقية حياتها.